# Drymocichla incana
La prinia alicastaña (Drymocichla incana) es una especie de ave paseriforme de la familia Cisticolidae propia de África central. Es la única especie del género Drymocichla.

## Distribución y hábitat
Se encuentra en una amplia franja del norte de África central que abarca Camerún, República Centroafricana, el norte de la República Democrática del Congo, Sudán del Sur y Uganda.
Su hábitat natural son las sabanas húmedas y las zonas de matorral húmedo.